# Luisella Albanella
Luisella Albanella (Cagliari, 1º marzo 1954) è una politica e sindacalista italiana.

## Biografia
È nata a Cagliari, ma vive a Tremestieri Etneo. È stata a lungo sindacalista della CGIL, facendo parte dalla segreteria provinciale della Camera del Lavoro di Catania dal 2009 al 2013.
Alle elezioni politiche del 2013 viene eletta alla Camera dei Deputati, nella circoscrizione Sicilia 2, nelle liste del Partito Democratico. Rimane in carica per tutta la XVII legislatura, fino al marzo 2018.